# Александер Серіков
Александер Серіков (нім. Alexander Serikow; нар. 23 червня 1975, Ландсгут, Баварія, ФРН) — колишній німецький хокеїст, нападник, згодом тренер.

## Ігрова кар'єра
Серіков почав свою кар'єру в юнацькій команді «Ландсгут», потім переїхав до клубу «Адлер Мангайм», у складі якого став тричі чемпіоном Німеччини 1997, 1998 та 1999. У сезоні 1999/2000 перейшов до клубу «Мюнхен Баронс» та здобув четвертий титул чемпіона Німеччини. Після переїзду «баронів» до Гамбургу, покинув клуб та перейшов до «Кассель Хаскіс».
У 2002 році нападник переходить до «Кассель Хаскіс», у складі якого виступає до 2006 року. У сезоні 2004/05, Александер, недовгий час виступав за «Ганновер Скорпіонс». З 2007 по 2011 роки, виступав за клуб другого дивізіону ХК «Бітігайм-Біссінген», сезон 2011/12 провів у складі «Гайльброннер Фалькен».

## Виступи за збірну
У складі національної збірної виступав на чемпіонатах світу 1995, 1997 та 1999 років, а також на Кубку Світу 1996 року. Брав участь у хокейному турнірі Зимової Олімпіади 1994 року.

## Досягнення
- Чемпіон Німеччини у складі «Адлер Мангейм» — 1997, 1998, 1999.
- Чемпіон Німеччини у складі «Мюнхен Баронс» — 1999/2000.